# April O'Neil
April O'Neil is een personage uit de strips, televisieseries en films van de Teenage Mutant Ninja Turtles. In elk van de vele TMNT continuïteiten is ze goede vrienden met de Turtles: Leonardo, Raphael, Donatello en Michelangelo.

## Strips
In de originele strips van Mirage Comics was April een getalenteerde computerprogrammeur en assistente van Dr. Baxter Stockman. Ze hielp hem zijn Mouser-robots te programmeren.
Nadat ze ontdekte dat Baxter zijn Mousers niet wilde gebruiken om het ongedierte van New York te bestrijden maar om bankkluizen leeg te roven, probeerde Stockman haar te doden door zijn Mousers achter haar aan te sturen. Ze vluchtte het riool in en werd daar gered van de aanval door de Turtles. Samen met haar versloegen ze de overige Mousers.
April opende daarna een antiekwinkel, die echter aangevallen werd door The Shredder end de Foot Clan (die achter de Turtles aanzaten). Daarna verhuisden ze tijdelijk naar haar oude boerderij. Gedurende de jaren 90 kreeg ze een relatie met Casey Jones en de twee adopteerden een kind genaamd Shadow. In TMNT: Volume 4, onthulde Peter Laird dat Aprils oorsprong heel anders was dan fans aannamen: ze was in werkelijkheid een papiertekening tot leven gebracht door een magisch kristal. Dit kristal dat tekeningen tot leven brengt werd ook verwerkt in 1 aflevering van de tweede animatieserie.
April deed ook mee in de Teenage Mutant Ninja Turtles Adventures stripserie van Archie Comics. Deze serie was gebaseerd op de eerste animatieserie en derhalve een hervertelling van de eerdere strips. In het begin was ze een journaliste van Channel 6, maar verloor haar baan en werd een freelance journalist. Later onderging ze ook training en werd een sterke krijger. Archie publiceerde zelfs twee April O'Neil mini-series.

## Eerste animatieserie
In de originele animatieserie was April O'Neil (wiens middelste naam in deze serie Harriet was) een televisiejournalist voor Channel 6. Ze werkte voor Burne Thompson, maar was het door haar passie voor haar werk vaak niet eens met de opdrachten die hij haar gaf. Ze had ook een rivaliteit met Vernon Fenwick, die door zijn enorme ego vaak Aprils verhalen inpikte. Wel was ze goede vrienden met Irma, de secretaresse van Channel 6. In deze serie droeg ze vaak een geel jumpsuit. Ze woonde in een appartement in  New York, maar was in de loop van de serie gedwongen om meerdere keren te verhuizen.
In de serie ontmoette ze de Turtles toen ze moest vluchten voor een straatbende. In het begin dacht ze dat zij verantwoordelijk waren voor een aantal diefstallen waar ze een reportage over deed, maar ze beloofden haar de echte daders te vinden. April werd toen al snel de Turtles contactpersoon in de buitenwereld aangezien ze zelf niet de riolen konden verlaten.
Aprils vriendschap met de Turtles gaf haar de mogelijkheid om exclusieve beelden te filmen van hun gevechten met Shredder. Maar ondanks haar kennis over hen hield ze haar reportages onpersoonlijk en mysterieus, alsof ze niets van hen wist. Ze was wel de enige die vol bleef houden dat de Turtles ongevaarlijk zijn, terwijl het grote publiek (vooral haar baas) ze als een bedreiging zag. April werd geregeld gevangen door Shredder, vaak als lokaas voor de Turtles. Ook haar nieuwsgierigheid plaatste haar regelmatig in gevaarlijke situaties.
April werd over het algemeen neergezet als een sterke onafhankelijke vrouw, maar vervulde ook geregeld de rol van slachtoffer en "damsel-in-distress”. Na de vernietiging van het Channel 6 gebouw in het achtste seizoen werd ze een freelance journalist. Haar stem werd in deze serie gedaan door Renae Jacobs.

## Films
In de eerste film werd April gespeeld door Judith Hoag. In deze film was ze ook een journalist, maar dan voor Channel 3. Ze werkte aan een serie verhalen over mysterieuze diefstallen in New York. Deze waren gepleegd door de Foot Clan. Toen ze te dicht bij de ontknoping dreigde te komen, werd ze het doelwit van de Foot. Ze werd gered door de Turtles. Raphael nam haar mee naar hun schuilplaats. Hoewel haar angst voor ratten haar eerst overviel, werd ze uiteindelijk vrienden met de Turtles. Toen de Foot hun schuilplaats ontdekten, gaf ze de Turtles toegang tot haar appartement. Helaas voor haar ontdekten de Foot later dat de Turtles bij haar waren, en vielen haar appartement aan. Dit maakte dat de Turtles moesten vluchten naar de oude boerderij van Aprils’ familie. Gedurende de film ontwikkelde ze ook een haat-liefdeverhouding met Casey Jones.
In de tweede en derde films werd April gespeeld door Paige Turco. In TMNT III reisde ze per ongeluk terug naar het oude Japan.
In de film TMNT uit 2007 werkte April voor Max Winters, die wilde dat ze een voorwerp zou ophalen uit Centraal-Amerika. Ook lijken zij en Casey Jones nu samen te wonen en een relatie te hebben. Zij is het die Leonardo vindt aan het begin van de film. Ook heeft ze in deze film duidelijk gevechtstraining gehad van Splinter. Haar stem werd in deze film gedaan door Sarah Michelle Gellar.
In de animatiefilm Teenage Mutant Ninja Turtles: Mutant Mayhem uit 2023 wordt April O'Neil ingesproken door Ayo Edebiri, en door Danique Graanoogst in de Nederlandse nasynchronisatie.

## Tweede animatieserie
In de tweede animatieserie onderging April een radicale verandering wat betreft kleding en haarstijl, maar haar rol was gelijk aan die in de Mirage strips. Ook nu was ze een assistente van Baxter Stockman, totdat ze de waarheid ontdekte over zijn Mouserproject en door de Turtles gered werd.
Net als in de Mirage strips begon ze daarna een antiekwinkel, die door de Shredder en zijn Foot Clan werd aangevallen en vernietigd. Later herbouwde en heropende ze de zaak echter.
In de aflevering "Secret Origins: Part III" maakten de producers van de serie een referentie naar de eerste animatieserie door April tijdelijk een geel jumpsuit aan te laten trekken en zich voor te laten doen als journaliste om zo de Turtles te helpen ontsnappen uit het TCRI gebouw. Na hun ontsnapping maakte Leonardo de opmerking dat April het goed zou doen als journalist.
Deze versie van April maakt veel meer gebruik van haar wetenschappelijke ervaring en gebruikt geregeld haar computervaardigheden om de Turtles te helpen. Ze lijkt in de serie een oogje te hebben op Casey Jones, maar de twee argumenteren nog vaak door hun verschillende persoonlijkheden. In het zesde seizoen van de serie ontmoetten de Turtles bij een reis naar de toekomst de achterkleinzoon van April en Casey, wat bewijst dat de twee uiteindelijk toch een serieuze relatie zullen krijgen. Aan het eind van seizoen 7 wordt dit definitief wanneer de twee in het huwelijk treden.
April heeft in de serie ook gevechtstraining gehad van Splinter, en speelt maar zelden de rol van slachtoffer. Haar stem werd in deze serie gedaan door Veronica Taylor.

## Derde animatieserie
In deze serie is April nog meer veranderd dan in de tweede serie. Hier is ze een 16-jarige tiener, met veel verstand van computers en mobieltjes. Ze is de enige dochter van wetenschapper Dr. Kirby O'Neil, en woont bij haar tante. April ontmoette de Turtles toen het team haar redde van de Kraang. Donatello is verliefd op O'Neill, alleen is dat niet wederzijds. 
April heeft ook les van Splinter. Haar wapen is een training bo-staf. In de aflevering "Baxter's Gambit" krijgt ze van Splinter een stalen waaier, die hij oorspronkelijk aan zijn eigen dochter wilde geven voordat de Shredder haar vermoordde.

## Videospellen
April doet mee in de meeste TMNT videospellen, maar bijna altijd als een NPC. Over het algemeen is ze een slachtoffer dat gered moet worden, of voorziet ze de speler van achtergrondinformatie. Ze is een bespeelbaar personage in Teenage Mutant Ninja Turtles: Tournament Fighters voor Sega Genesis.
In Konami's serie van TMNT spellen gebaseerd op de tweede animatieserie is April eveneens niet langer een slachtoffer. In TMNT: Mutant Melee is ze wederom een bespeelbaar personage.